# 姚松炎
姚松炎（英語：Edward Yiu Chung-yim，1964年7月19日—），前香港立法會議員，代表建築、測量、都市規劃及園境界功能界別，香港中文大學前地理及資源管理學系城市研究課程副教授，未來城市研究所前副所長，主力研究經濟、發展、土地及房屋政策等議題。現為新西蘭奧克蘭大學商學院副教授。姚氏亦是一名專業建築測量師及物業設施管理測量師，並於2016年晉升為皇家特許測量師學會資深會員。2018年香港立法會補選成為九龍西選區候選人，欲通過轉戰地區直選重返立法會，採朱凱迪等人的選舉策略，結果整區缺乏宣傳，且姚松炎的主要對手鄭泳舜得票不跌反升，最終落敗，這是民主派首次在香港回歸後地區直選補選中敗給建制派。

## 背景
姚松炎家有八兄弟姊妹，自己排行第七。已婚，育有兩子。他曾就讀聖方濟各英文小學，後來在升讀小六那年自行決定轉到一所同區的津貼中文小學就讀以節省學費。結果他的升中試成績因不適應教學模式及語言而一落千丈。他因此被派到九龍工業學校讀三年制課程。但由於他努力讀書，最終可以完成中五課程，並以優異成績在該校升讀預科。惟在應考高級程度會考期間，他因染上德國麻疹住院而缺席兩科考試，其後十年間只能以高級文憑學歷於運輸、建築、工業和貿易等行業工作。
直至三十歲時決心再次報考大學，最終獲香港大學錄取，於1998年取得測量理學士學位，並在2000年及2002年於香港大學取得碩士及博士學位。姚氏亦曾於香港城市大學、香港理工大學、香港大學及香港中文大學任教。
姚氏是置富花園居民協會副主席，在屋苑積極進行社區節能減廢計劃，推動「四零方案」－零耗能、零耗糧、零耗水、零排廢，鼓勵居民參與及推行廢物回收和以物易物，令屋苑固體廢物量減少。
姚松炎亦是《社區公民約章》的倡議人之一。

## 參政

### 2015年區議會選舉
姚松炎於2015年10月與土地正義聯盟朱凱迪及打鼓嶺坪輋保衛家園聯盟代表張貴財組成「城鄉共生連線」，參加2015年香港區議會選舉，提倡居民自決和社區共享計劃，建立綠色民主社區，其中姚於2015年南區區議會選舉，在置富選區以約500票之差距，敗於當區尋求五度連任的區議員朱慶虹。

### 2016年立法會選舉
2016年香港立法會選舉，姚松炎一度計劃與朱凱迪、劉小麗及羅冠聰結成聯盟參選，最終各自參選。原計劃參選的民主黨吳永輝5月31日宣布不參選，由姚松炎代表出選建築、測量、都市規劃及園境界功能界別。
最終，他以2,491票擊敗角逐連任的謝偉銓（2,009票）和全國政協委員兼資深建築師林雲峯（1,235票），成為首位憑此界別當選立法會議員的泛民主派人士。

### 立法會宣誓風波
2016年10月12日，姚松炎作出立法會誓言時，在誓言的中間加入「定當守護香港制度公義，爭取真普選，為香港可持續發展服務」等字句，立法會秘書長指無權為他監誓，在他第二次作出誓言時又加入相同的額外字句。最終無法完成宣誓。10月18日，立法會主席梁君彥裁定姚松炎宣誓無效，但允准他重新宣誓的要求。最終他在10月19日完成宣誓。但在12月，行政長官梁振英及律政司司長入稟高等法院，要求推翻立法會主席容許姚松炎重新宣誓的決定及取消姚松炎議員資格。

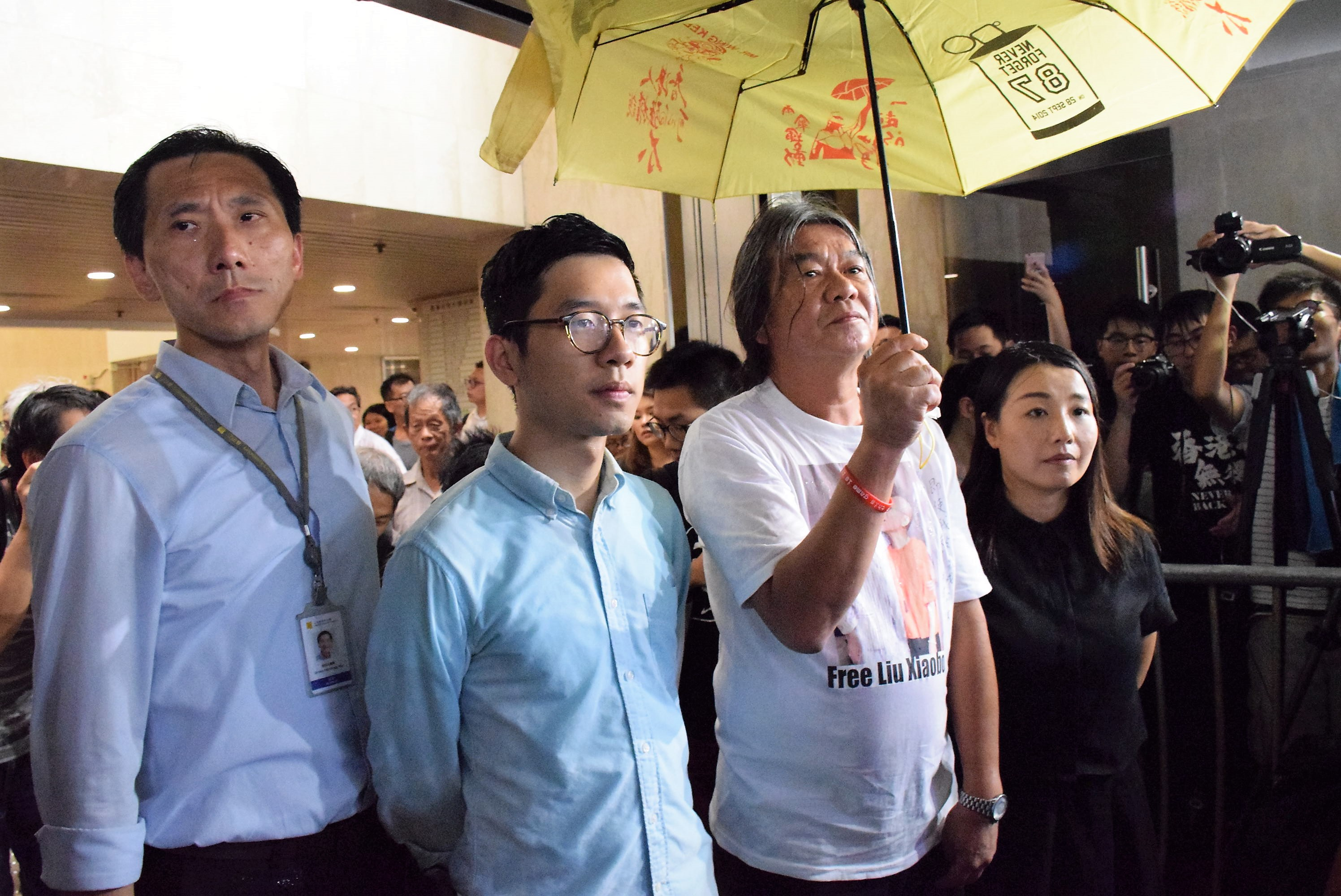
（左起）姚松炎、羅冠聰、梁國雄和劉小麗被法庭裁定取消議員資格後面對法院外大批傳媒

2017年7月14日，法庭為司法覆核作出裁決，宣布姚松炎因宣誓無效而和羅冠聰、劉小麗和梁國雄的議員資格被取消，並追溯至2016年10月12日宣誓當日生效。法官區慶祥指，姚松炎在誓言中間加入及讀出額外字句，早在第一次宣誓時已違反了「嚴格形式和內容規定」，因姚是故意用其方式加入和讀出額外字句。姚第二次的宣誓同樣無效，因立法會秘書當時已警告他若加入額外字句，其宣誓便告無效。其後姚松炎和羅冠聰放棄上訴。
2017年12月，姚松炎接受訪問時表示經歷了如他所說「過山車」般的起伏，縱使被取消議員資格，仍然說想吸引更多年輕人議政。2018年2月，他在参加立法会补选时多次表示这次宣誓风波是“港英殖民地恶法”遗留的体现。

### 2018年3月立法會補選

#### 民主派初選

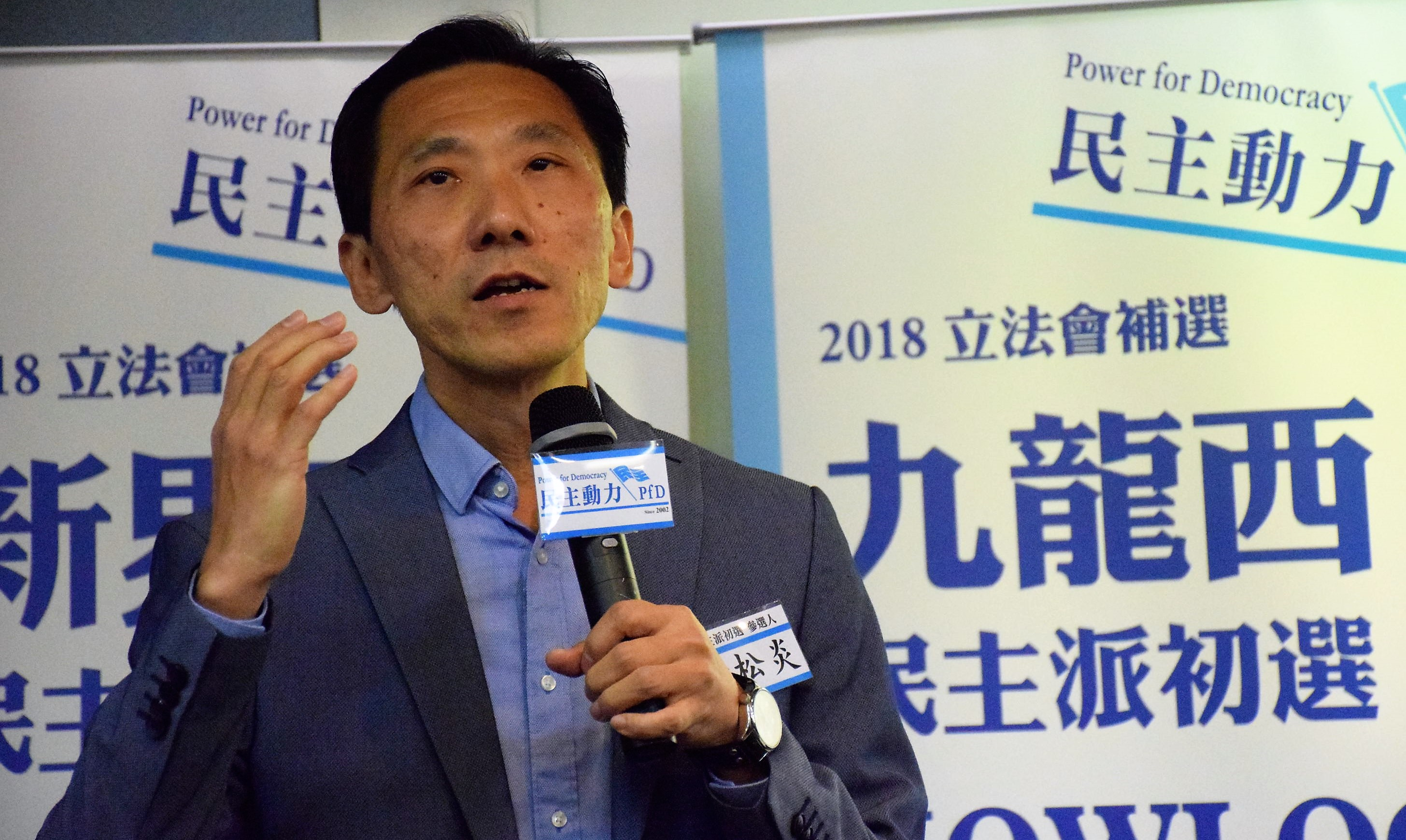
在民主派初選的姚松炎

姚松炎於2017年12月5日正式成為「2018年立法會補選民主派初選」九龍西選區的候選人，希望能代表民主派參與2018年3月11日的立法會補選。2018年1月15日，民主動力公布「民主派初選」的結果。九龍西選區有三名候選人分別是姚松炎、馮檢基、袁海文。姚松炎在電話調查、實體投票及政團投票三項中，以全勝姿態大幅抛離次名馮檢基及第三名袁海文。姚松炎將代表民主派參與2018年3月立法會補選（九龍西選區）。
| 初選候選人 | 電話調查        | 實體投票          | 組織投票       | 總分    | 名次  |
| ---------- | --------------- | ----------------- | -------------- | ------- | ----- |
| 馮檢基     | 633票（32.68%） | 2,036票（16.41%） | 16票（14.29%） | 23.52分 | 第2名 |
| 姚松炎     | 938票（48.43%） | 9,780票（78.83%） | 78票（69.64%） | 64.22分 | 第1名 |
| 袁海文     | 366票（18.89%） | 591票（4.76%）    | 18票（16.07%） | 12.25分 | 第3名 |

#### 正式參選
2018年1月20日，姚松炎遞交提名表格，正式報名參與2018年3月立法會補選，以填補同樣宣誓無效被取消资格的游蕙禎議席。1月29日，立法會補選提名期結束前最後1小時，報名多日的姚松炎，終於收到選舉主任口頭確認其提名有效，成功「入閘」。但他以2419票之差不敵主要對手民建聯的鄭泳舜，無緣相隔八個月後再度重返立法會。
學者蔡子強指出，姚松炎敗選最致命的因素，在於對手鄭泳舜表現突出。受投票率下滑影響，是次補選中建制派候選人得票亦不如2016年換屆選舉，他指出鄧家彪保住2016年換屆時原有票數的76.9%，而陳家珮則保住了86.3%。至於姚松炎的主要對手鄭泳舜，得票偏偏不跌反升，更獲得高於2016年換屆選舉的得票數目，高達104.1%。蔡子強大膽假設，鄭泳舜若然同鄧家彪或陳家珮一樣，只能保住2016年七八成的選票、流失一兩萬張選票，甚至保住換屆選舉時的得票，而非得票有所增加，結果亦會「早已輸給姚松炎，而非險勝2,000多票」。蔡子強亦指出姚松炎未有意識自己缺乏地區工作，空降該區出選，加上過於沉迷社交媒體宣傳，選民對他並不熟悉下，結果在不少公屋區失票。
姚松炎事後承認選舉策略欠完善，表示自己未必適合再代表民主派參與未來的補選，盡早在該區參與地區服務，將研究是否成立政治組織或加入政黨。

## 社會事件

### 主辦反送中單車行
姚松炎於2019年6月7日聯同朱凱廸及司馬文舉辦「反送中單車行」，旨在以踏單車的形式反對香港逃犯條例修訂。遊行以北角渡輪碼頭為起點，經銅鑼灣渣甸街、軒尼詩道、干諾道中等，以金鐘政府總部作終點，共有35名參加者參與。

## 社會公職服務
- 2016-2018 亞洲智能建築學會 執行委員會 會長
- 2015-2016 地球之友 董事局委員
- 2010-2012 香港測量師學會 研究委員會 會員
- 2009-2011 香港測量師學會 專業發展委員會 會員
- 2007-2009 屋宇署 無阻通道諮詢委員會 非官方委員
- 2005-2006 香港測量師學會 測量師註冊委員會 會員

## 專業資歷
- 皇家特許測量師學會資深會員
- 香港測量師學會會員

## 近期著作
- Castro Campos, B; Yiu, C.Y.; Shen, J.; Liao, K.H.; Maing, M. (2016) The Anticipated Housing Pathways of Young Chinese, International Journal of Housing Policy, 16(2), 223-242.
- Wong, JCK, Lee, YY, Lo, TY, Wong, KW, Leung, AYT, Fok, WK, Lam, HF, Wong, CK, Yiu, ECY (2014) The Correlation Between the Noise and Vibration Induced by a Bridge Movement Joint, Baltic Journal of Road and Bridge Engineering, 9(3), 208-214.
- Yiu, C.Y. and Campos, B. (2013) A Novel Planning Model for Approaching a Zero Food and Zero Waste Community, Int'l Conference on ISSF2014, Hong Kong
- Wong, S.K., Yiu, C.Y. and Chau, K.W. (2013) Trading volume-induced spatial autocorrelation in real estate prices, Journal of Real Estate Finance and Economics, 2013, 46(4), 596-608.
- Wong, S.K., Yiu, C.Y. and Chau, K.W. (2012) Liquidity and Information Asymmetry in the Real Estate Market, Journal of Real Estate Finance And Economics, 45(1), 49-62.
- Yiu, C.Y. (2011) A Spatial Portfolio Theory of Household Location Choice, Journal of Transport Geography, 19(4), 584-590.
- 鄒祟銘,姚松炎(2015 編) 在地農業讀本,香港
- Chau, K.W., Wong, S.K. and Yiu, C.Y. (2014 Sep) Ch. 6 International Real Estate Markets, in H. Kent Baker and Peter Chinloy (eds) Public Real Estate Markets and Investments, Oxford University Press, New York.
- 姚松炎(2014 Apr) 序: 共享香港,共享閒置空間,in 共享城市,InPress Books, Hong Kong
- Ho, D.C.W. and Yiu, C.Y. (2013) A Professional Guide to Building Inspection, Building Surveying Division, Hong Kong Institute of Surveyors, Hong Kong.
- Yiu, C.Y. and Xu, Y.S. (2012) The Changing Nature of Household Demand and Housing Market Trends in China, Ch. 5 of Jones, C., White, M. and Dunse, N. (eds) Challenges of the Housing Economy, UK: Wiley-Blackwell.[33]

## 外部連結
- 维基共享资源上的相關多媒體資源：姚松炎
- 姚松炎